# Osbeckia leschenaultiana
Osbeckia leschenaultiana är en tvåhjärtbladig växtart som beskrevs av Dc.. Osbeckia leschenaultiana ingår i släktet Osbeckia och familjen Melastomataceae. Inga underarter finns listade i Catalogue of Life.